# Megadictyna thilenii
Genre
Synonymes
- Ihurakius Marples, 1959

Espèce
Synonymes
- Ihurakius forsteri Marples, 1959

Megadictyna thilenii, unique représentant du genre Megadictyna, est une espèce d'araignées aranéomorphes de la famille des Megadictynidae.

## Distribution
Cette espèce est endémique de Nouvelle-Zélande.

## Description
La femelle holotype mesure 15 mm.
Le mâle décrit par Harvey en 1995 mesure 9,9 mm et la femelle 13,1 mm.

## Systématique et taxinomie
Cette espèce a été décrite par Dahl en 1906.
Ihurakius forsteri a été placée en synonymie par Lehtinen en 1967.

## Étymologie
Cette espèce est nommée en l'honneur de Georg Christian Thilenius.

## Publication originale
- Dahl, 1906 : « Die gestreckte Körperform bei Spinnen und das System der Araneen. » Zoologischer Anzeiger, vol. 31, p. 60-64 (texte intégral).